# 卡琳娜·維特霍夫特
卡琳娜·維特霍夫特（英語：Carina Witthöft，1995年2月16日—）是德國职业网球女运动员，2014年轉職業。她的WTA生涯最高單打排名為第49（2015年8月17日）。雙打世界最高排名則為第168位（2018年7月16日）。

## 外部連結
- 卡琳娜·維特霍夫特的国际女子网球协会官方資料（英文）
- 卡琳娜·維特霍夫特的國際網球總會 職業／青少年 官方資料（英文）
- Fed Cup - Player profile - Carina Witthöft (GER)[]